# Abdullah Balıkçı
Abdullah Balıkçı (* 18. Februar 1997 in Neunkirchen) ist ein türkisch-österreichischer Fußballspieler.

## Karriere

### Verein
Balıkçı begann seine Karriere beim SVSF Pottschach. 2008 wechselte er in die Jugend des SK Rapid Wien. Im August 2015 spielte er erstmals für die Zweitmannschaft von Rapid in der Regionalliga. Im Jänner 2016 wurde er an die Amateure des SC Wiener Neustadt verliehen. Im Mai 2016 stand er erstmals im Profikader. Nach einem halben Jahr kehrte er zu Rapid zurück.
Im August 2016 wechselte Balıkçı in die Türkei zu Gençlerbirliği Ankara, wurde jedoch direkt an den Drittligisten Hacettepe SK verliehen. Im September 2016 debütierte er für Hacettepe in der TFF 2. Lig. Nach einer Saison bei Hacettepe wurde er im August 2017 an das ebenfalls drittklassige Bodrum Belediyesi Bodrumspor verliehen. Zur Saison 2018/19 wechselte er ein zweites Mal leihweise zu Hacettepe.

### Nationalmannschaft
Balıkçı spielte im September 2013 erstmals für die türkische U-17-Auswahl. Zwischen Oktober 2014 und April 2015 spielte er für das U-18-Team. Im September 2015 debütierte er für die türkische U-19-Nationalmannschaft. Sein erstes internationales Tor erzielte er im November 2015 gegen Aserbaidschan.